# Поселення Уч-Баш

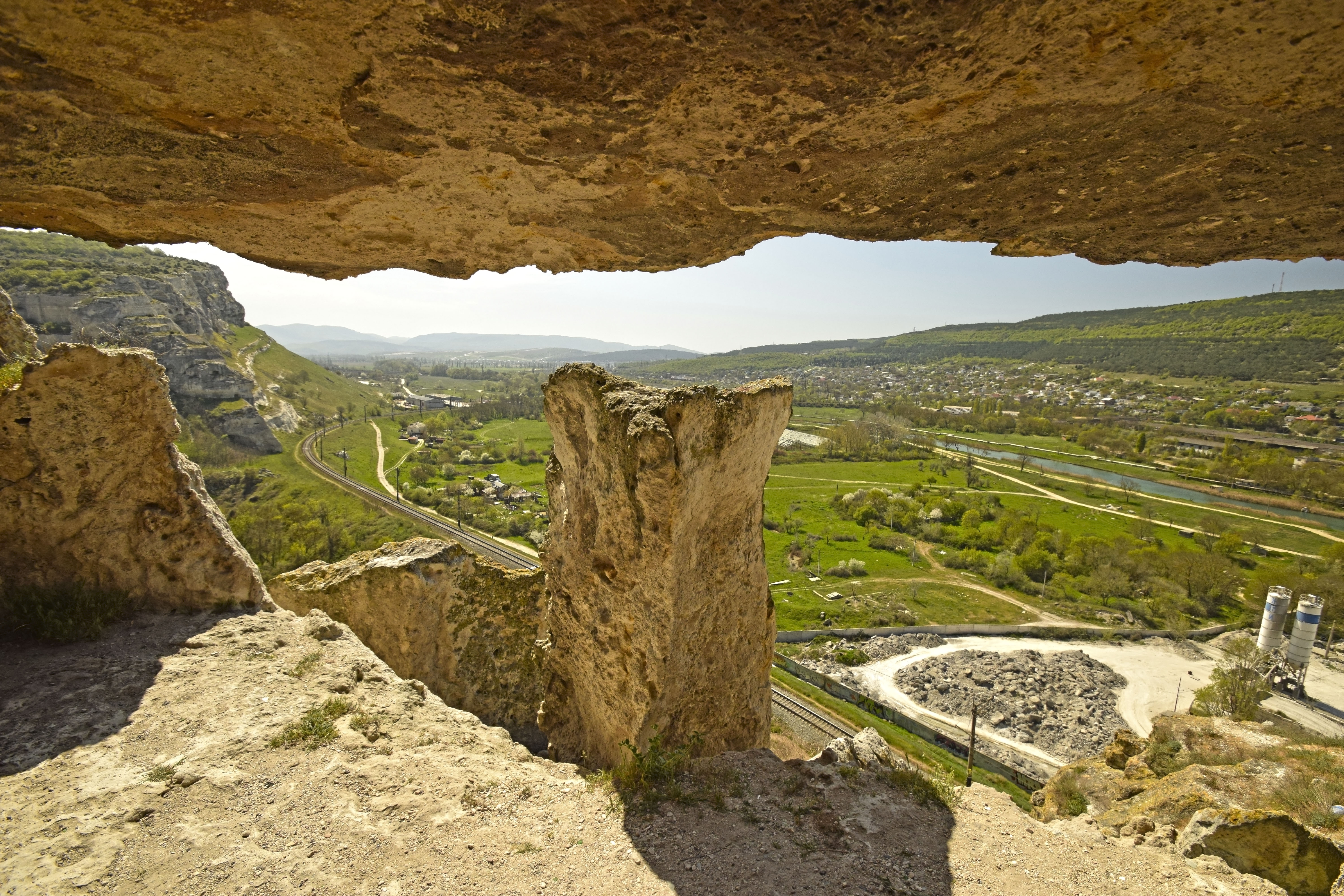

Поселення Уч-Баш розташоване в Південно-Західному Криму (Севастопольська міськрада) на плато на лівому березі р. Чорна, при її гирлі, займає площу близько 11 га. Нині — пам'ятка національного значення (№ 270011-Н), входить до складу Національного заповідника «Херсонес Таврійський».

## Історія дослідження
Перша назва — Чортове городище, під яким пам'ятку було відкрито розвідками Л. М. Соловйова на початку 1920-х рр. У 1942 р. Уч-Баш постраждав від підриву складів з боєприпасами, відомих як Інкерманські штольні або Шампани в ході відступу радянської армії. Археологічні дослідження проводилися в 1920-х рр. (Л. М. Соловйов, Севастопольський музей краєзнавства), 1952—1954 рр. (С. Ф. Стржелецький, Державний Херсонеський музей) і 2006—2013 рр. (Е. А. Кравченко, Інститут археології НАН України та Національний заповідник «Херсонес Таврійський»).

## Укріплене поселення Уч-Баш і поселення округи
Пам'ятка являє собою багатошарове укріплене поселення, що датується кінцем ХІІ — зламом VIII/VII ст. до н. е. і атрибутує кизил-кобинську культуру дотаврських і початку таврського етапів. У перевідкладених нижніх шарах зустрічається матеріал кам'яної доби. Верхні шари поселення перекриті середньовічним шаром із залишками монастиря, матеріал датується VII—XIV ст. Середньовічний шар перекритий послідовно нашарованими горизонтами Кримської війни 1853—1856 рр. і Другої світової війни. Господарська діяльність жителів Уч-Баша сформувала округу, представлену синхронними пам'ятками Інкерманської і Кара-Кобинської долин і їх схилів. Можливо, що цієї агломерації входили і поселення ранніх етапів кизил-кобинської культури Балаклавської долини і схилів Балаклавської бухти. Поселення засноване у фіналі бронзової доби наприкінці ХІІ ст. до н. е., ранні його горизонти синхронні пізнім пам'яткам білозерської культури і раннім пам'яткам фракійського гальштату, є найбільш раннім вивченим поселенням кизил-кобинської культури. Рання фортифікація Уч-Баша відкрита на найвужчій ділянці мису Інкерманський зуб, перекриваючи його між обривами. Споруди представлені ровом із залишками обвалування і в'їздом. Наприкінці Х — на початку ІХ ст. до н. е. поселення згорає, в шар пожежі випадають предмети озброєння і кінського спорядження, аналогічні черногорівським старожитностям степу, маркуючи кінець старшого дотаврського періоду. У наступному молодшому дотаврскому періоді Уч-Баш одним їх перших в Північному Причорномор'ї отримав технологію виготовлення заліза. Період пов'язаний з функціонуванням залізоробної майстерні, що працювала на місцевій руді. Матеріальна культура і соціальна структура цього періоду в цілому показує якісний скачок. В кінці періоду мис з поселенням спішно перекривається новими кам'яними фортифікаційними стінами, ймовірно, зводиться вежа біля в'їзду та бойова площадка в центральній піднесеній частині. Житлова частина поселення в обох дотаврскіх періодах розташовувалася вздовж обриву природного мису. Розкопками відкриті наземні каркасно-глинобитні житлові споруди, господарські споруди та виробнича споруда каркасно-стовпової конструкції. У середині 8-го століття укріплене поселення гине в пожежі, пов'язаній з набігом кочівників. На місцях штурму в шар випадає цілий ряд предметів озброєння і кінської збруї, що мають аналогії в новочеркаських комплексах. Господарська діяльність у дотаврські періоди відображає всі напрямки виробництва і промислів фіналу епохи бронзи — розвинене землеробство, тваринництво, мисливство та збиральництво, бронзоливарне, металообробне і косторізне виробництва, обробка рогу, каменя, дерева, прядіння і ткацтво. Для сполучення з округою використовувалися як водні (ранні), так і сухопутні (із появою в регіоні степових кочовиків близько ІХ ст. до н. е.) шляхи. Через якийсь проміжок часу життя на поселенні поновлюється, однак ані фортифікаційних споруд, ані слідів стаціонарних будівель на поселенні не зафіксовано. Це нове поселення, хоч і має окремі традиційні риси в матеріальній культурі, що зв'язують його з попереднім, але в основному показує традиційно інший господарський лад. На цей час припадає початок масового використання залізних речей. Культура представлена речами початку таврську періоду кизил-кобинської культури. З чим пов'язано припинення життєдіяльності на поселенні в кінці 8-го-початку 7-го ст. до н. е. достеменно не відомо. Можливо, населення переселилося з плато в Інкерманську долину, заснувавши неукріплені поселення. Світогляд цього населення вивчений недостатньо для узагальнень, проте наразі можна говорити про можливі нові культи на поселені. поява яких пов'язана із початком доби заліза і виробництвом заліза зокрема.

## Могильник Уч-Баш
Могильник кам'яних скринь Уч-Баш не відноситься до одноіменного поселення і датується пізнішим часом — близько VI—IV ст. до н.е. Матеріал, конструкції і поховальний обряд могильника атрибутують кизил-кобинську культуру таврського періоду ІІ (античного) етапу. Могильник був класичною грядою із кам'яних скринь в огорожах. В кожній скрині було поховано від одного до п'яти небіжчиків, антропологічні визначення показали, що це сімейні усипальниці (чоловік, жінка, діти різного віку). На археологічних картах місце розташування могильника вказано невірно — він знаходився на крайньому мисі Сапун-гори над Чортовою балкою. Ймовірно, відноситься до одного із синхронних кизил-кобинських поселень на протилежному березі р. Чорна. На момент початку весни 2014 року могильник повністю зруйнований плантажем і терасуванням 1960-х років.

## Середньовічний монастир
У часи середньовіччя на плато виникає християнський скіт або монастир. Кераміка з цих шарів датується VII—XIV ст. до н. е., що, загалом, співпадає із функціонуванням на протилежному березі річки Чорна фортеці Каламіта, яка пов'язується із державою кримських готів Феодоро. Не виключено, що скіт або монастир на Чортовому городищі був продовженням монастиря Софія, відомого в скелі під Зеленими висотами на протилежному від Уч-Баша схилі Каменноломенного яру. На плато Уч-Баша (Чортова городища) було розкопано залишки середньовічного храму, на площі поселення Уч-Баш окрім перекриваючого середньовічного шару також зафіксовані залишки господарських приміщень середньовічного часу, крупні фрагменти піфосів. В природній скелі плато Чортова городища досліджено декілька гротів, перетворених на келії у давнину. На протилежному боці Чортової балки, що відділяє Уч-Баш (Чортове городище) від висот Сапун-гори досліджено двокамерну монашеську келію із водозбірнею на скелі над нею і графіті.

## Використання поселення Уч-Баш і Інкерманських штолень
На момент початку весни 2014 року на Уч-Баші проводились рятівні археологічні дослідження по державній програмі знешкодження вибухонебезпечних речовин [Архівовано 2 липня 2020 у Wayback Machine.], що лишилися з часу ІІ Світової війни [Архівовано 1 липня 2020 у Wayback Machine.]. Пам'ятка перебувала у задовільному стані, але потребувала укріплення зруйнованих Інкерманських штолень. Ділянка планувалася під музеєфікацію і створення археологічного парку зі скансеном [Архівовано 5 серпня 2020 у Wayback Machine.]. Планувалося експонування реконструкції планування і фортифікації давнього городища, створення меморіального комплексу пам'яті жертв інкерманської трагедії після підриву штолень, в вичищених і укріплених штольнях — музею рятувальних операцій МНС України.